# Резиденция президента Израиля
Резиденция президента Израиля (ивр. משכן הנשיא‎, Мишкан ха-Наси, или ивр. בית הנשיא‎, Бейт ха-Наси) — официальная резиденция президента Израиля. После смерти президента Бен-Цви в 1963 году правительство решило построить постоянное место жительства для главы государства. До этого первый президент Израиля Хаим Вейцман, жил в своей вилле в Реховоте. Его преемник, Ицхак Бен-Цви, жил в квартире в Рехавии и использовал деревянный домик, известный как «цриф», как официальный зал для приёмов.
Первоначальная идея была включить его в комплекс правительственных министерств, но третий президент государства, Залман Шазар, будучи человеком из народа, хотел жить в жилом районе. Он и убедил правительство поступить таким образом. В результате, правительство одобрило строительство постоянной резиденции на участке в 1 га в Тальбии.
Конкурс на архитектурный проект был запущен в 1964 году. Из около 200 проектов был выбран проект Абы Эльханани.
Резиденция президента была открыта в 1971 году президентом Шазаром.